# Philippe Duquesne

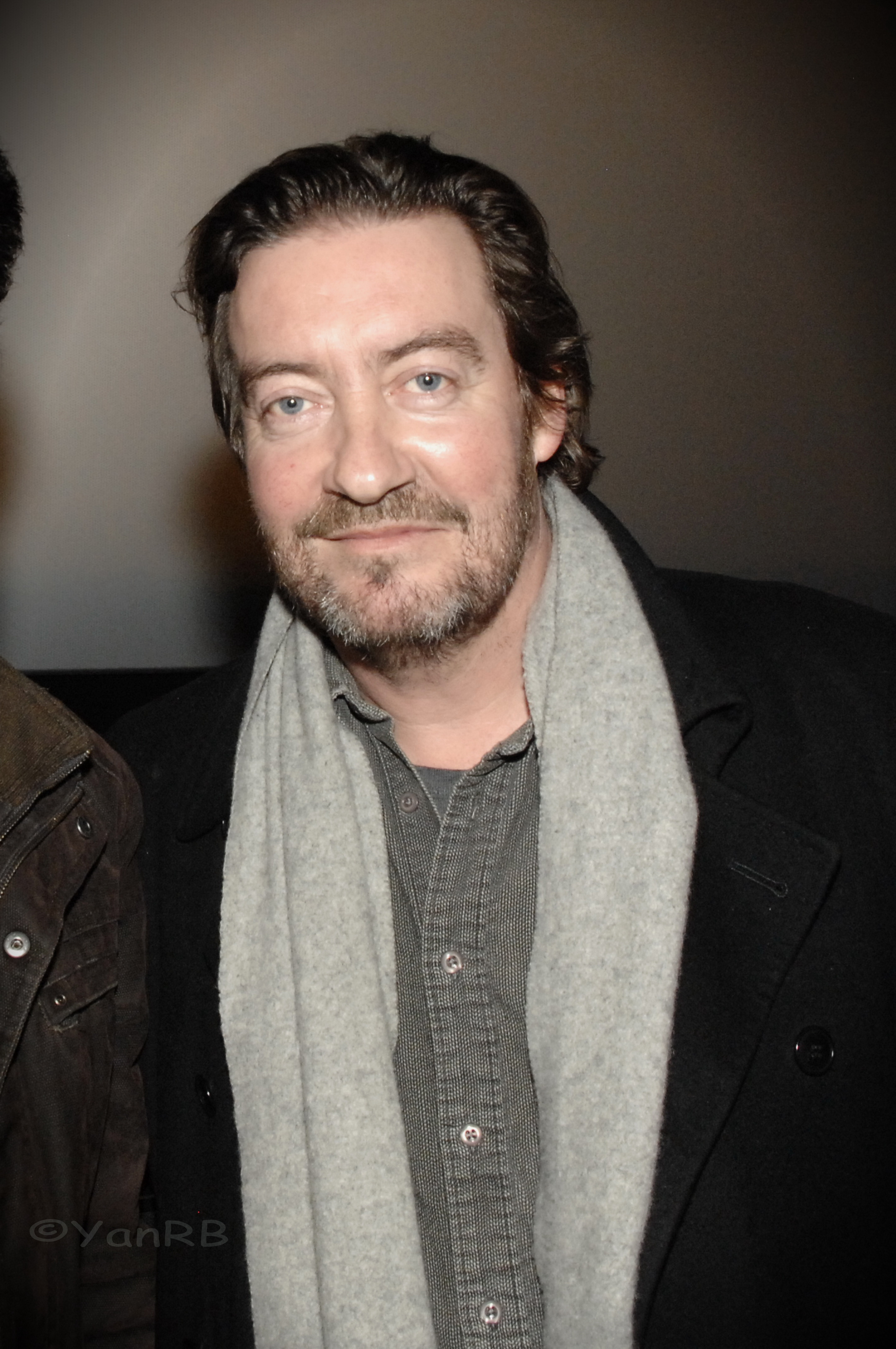
Philippe Duquesne, 2013

Philippe Duquesne (* 1960 in Béthune) ist ein französischer Schauspieler und Komiker.

## Leben
Seit Ende der 1980er-Jahre spielt Philippe Duquesne Theater. Mit der Rolle des Monsieur Duquesne in der französischen Fernsehserie Les Deschiens spielte er erstmals eine Rolle in einer Fernsehserie. Diese wurde von Canal+ produziert und ausgestrahlt.
In Folge nahm er auch kleinere Rollen in Élisa, Les Apprentis und J’ai horreur de l’amour an. Im Rahmen der Filmarbeiten lernte er Jean-Marc Barr kennen, der ihn für zwei seiner Filme, nämlich, Liebende und Being Light engagierte.
Yolande Moreau, mit der er bei der Fernsehserie Les Deschiens zusammengearbeitet hatte, engagierte ihn in ihrem Film Quand la mer monte …, der ihn 2004 in das Département Nord brachte. Zudem war er in der Rolle des Fabrice Canoli im erfolgreichen Film Willkommen bei den Sch’tis aus dem Jahr 2008 zu sehen. Neben seinen Rollen in Fernseh- und Kinofilmen spielte er auch in mehreren Kurzfilmen mit.

## Filmografie

### Kinofilme
- 1991: Le Coup suprême
- 1992: Eine Reise zu meiner Mutter (Une journée chez ma mère)
- 1993: Lost in transit (Tombés du ciel)
- 1993: Aux petits bonheurs
- 1994: Elisa (Élisa)
- 1994: À la campagne
- 1994: La Vengeance d’une blonde
- 1995: Die Anfänger (Les Apprentis)
- 1995: Le Silence de Rak
- 1996: Sélect Hôtel
- 1996: J’ai horreur de l’amour
- 1996: Ouvrez le chien
- 1997: Verrückt nach ihr (Folle d’elle)
- 1998: Le Bleu des villes
- 1999: Lovers
- 2000: Sade
- 2000: Being Light
- 2001: Ah! Si j’étais riche
- 2001: The Truth About Charlie (La Vérité sur Charlie)
- 2002: Livraison à domicile
- 2003: Ordo
- 2003: Mathilde – Eine große Liebe (Un long dimanche de fiançailles)
- 2003: Wenn die Flut kommt (Quand la mer monte …)
- 2004: Quartier V.I.P.
- 2005: Les Brigades du Tigre
- 2005: Enfermés dehors
- 2005: Poltergay
- 2007: Willkommen bei den Sch’tis (Bienvenue chez les Ch’tis)
- 2007: 15 ans et demi …
- 2008: Par suite d’un arrêt de travail …
- 2009: Rose et Noir
- 2009: La Grande Vie
- 2009: Le Vilain
- 2010: Gainsbourg – Der Mann, der die Frauen liebte (Gainsbourg, vie héroïque)
- 2010: Ich hab euch ganz viel lieb (Je vous aime très beaucoup)
- 2010: La Tête ailleurs
- 2011: Qui a envie d’être aimé?
- 2011: Nur für Personal! (Les Femmes du 6ème étage)
- 2012: Frankreich privat – Die sexuellen Geheimnisse einer Familie (Chroniques sexuelles d’une famille d’aujourd'hui)
- 2012: Par amour
- 2013: Turf
- 2013: Blanche-Nuit
- 2013: Henry (Henri)
- 2013: 9 mois ferme
- 2014: Babysitting
- 2014: Situation amoureuse: c’est compliqué
- 2014: Calomnies
- 2015: Mit dem Herz durch die Wand (Un peu, beaucoup, aveuglément)
- 2016: Paradies (Rai)
- 2017: Au revoir là-haut
- 2017: Heirate mich, Alter (Épouse-moi mon pote)
- 2017: Alibi.com
- 2018: Ein Dorf zieht blank (Normandie nue)
- 2019: Im Schatten von Roubaix (Roubaix, une lumière)
- 2018: Die Wache (Au poste !)
- 2024: Ich lasse mir nichts mehr gefallen (Je ne me laisserai plus faire)

### Kurzfilme
- 1997: Marée haute
- 1999: Photo de famille
- 2001: Moulins à paroles
- 2004: Passage(s)
- 2007: Mon homme

### Fernsehen
- 1993: Les Deschiens (eine Folge)
- 1995: François Kléber (eine Folge)
- 2002: Avocats et associés (eine Folge)
- 2002: Maigret (eine Folge)
- 2003: Motus
- 2003: Clémence
- 2005: Vénus et Apollon (eine Folge)
- 2007: Maman est folle
- 2007: Unsere Familien (Nos familles)
- 2008: Central Nuit (eine Folge)
- 2009: Serie in Schwarz (Suite noire) (eine Folge)
- 2009: La Mort n’oublie personne
- 2010: Big Jim
- 2010: Profiling Paris (Profilage) (eine Folge)
- 2011: La très excellente et divertissante histoire de François Rabelais
- 2011: Scènes de ménages
- 2012: Trafics (Fernsehserie)
- 2015: Das gespaltene Dorf (Mon cher petit village)
- 2015: Candice Renoir (drei Folgen)
- 2020: Parlament (Parlement) (zehn Folgen)
- 2022–2023: Parlament (Fernsehserie, zwei Staffeln)

## Theater
- 1989: Lapin chasseur von Jérôme Deschamps und Macha Makeïeff
- 1992: Les Pieds dans l'eau von Jérôme Deschamps und Macha Makeïeff
- 1997: Die lächerlichen Preziösen (frz. Les Précieuses ridicules)  von Molière, unter der Regie von Jérôme Deschamps und Macha Makeieff, am Théâtre national de Bretagne und am Théâtre national de l’Odéon
- 2000: Les Précieuses ridicules
- 2001: Les Pensionnaires von Jérôme Deschamps, unter der Regie von Jérôme Deschamps und Macha Makeieff
- 2002: Retour définitif et durable de l'être aimé von Olivier Cadiot, unter der Regie von Ludovic Lagarde, am Théâtre de la Manufacture und am Théâtre national de la Colline
- 2003: À la recherche de Mister K. von Maryse Delente, am Théâtre national de Chaillot
- 2004: L'Amour d'un brave type von Howard Barker, unter der Regie von Jean-Paul Wenzel, an der Comédie de Genève
- 2004: Fairy Queen von Olivier Cadiot, unter der Regie von Ludovic Lagarde, am Festival von Avignon
- 2005: Fairy Queen am Théâtre national de la Colline
- 2007: Le Médecin malgré lui von Molière, unter der Regie von Jean Liermier, am Théâtre des Amandiers
- 2008: L'Hôtel du Libre-Echange von Georges Feydeau, unter der Regie von Alain Françon, am Théâtre national de la Colline
- 2009: La Cerisaie von Anton Tchekhov, unter der Regie von Alain Françon, am Théâtre national de la Colline
- 2009: Miam Miam von Édouard Baer, am Théâtre Marigny
- 2010: Du mariage au divorce Stücke aus einem Akt von Georges Feydeau, unter der Regie von Alain Françon, am Théâtre national de Strasbourg sowie im Rahmen einer Tournee
- 2011: Du mariage au divorce am Théâtre Marigny, und an der Comédie de Reims, sowie im Rahmen einer weiteren Tournee
- 2012: Par hasard et pas rasé (Musical), im Rahmen einer Tournee
- 2012: ... à la française ! von Édouard Baer, am Théâtre Marigny